# Spanskspråkiga Wikipedia
Spanskspråkiga Wikipedia (spanska:  Wikipedia en español) är den spanska språkvarianten av Wikipedia. Spanskspråkiga Wikipedia startade i maj 2001. 8 mars 2006 nådde den över 100 000 artiklar, 11 mars 2009 hade den omkring 450 000 artiklar. Juli 2013 var den den 7:e största wikipedian mätt i antalet artiklar – med en dryg miljon – och näst störst (efter engelskspråkiga Wikipedia) mätt i mängden läsare. Den har för närvarande 2 030 274 artiklar.

## Viktiga datum
- 1 maj 2001: Den spanska Wikipedia etableras. Det var bland de fem första Wikipediorna som startades.
- 30 juni 2003: En e-postlista för spanska Wikipedia skapas (Wikies-I).
- 18 juli 2004: Den spanska upplagan växlar till UTF-8.
- 1 september 2007: första lokalavdelning av Wikimedia Foundation att skapas i ett spansktalande land (Argentina).

## Storlek och användare
Den har det näst största antalet av användare, efter engelskspråkiga Wikipedia. Men den är ofta placerad som sexa eller sjua räknat på antalet artiklar.
När det gäller ursprungsland, var Spanien september 2006 den största bidragsgivaren till den spanska Wikipedia med 39,2% av ändringarna. Detta hade 2014 minskat till cirka 27 procent, parallellt med ökad utbyggnad av Internet i många länder i Latinamerika.
| Sidvisningar och redigeringar per land (siffror i procent) | Sidvisningar och redigeringar per land (siffror i procent) | Sidvisningar och redigeringar per land (siffror i procent) | Sidvisningar och redigeringar per land (siffror i procent) |
| Land                                                       | Sidvisningar 2014                                          | Bidrag 2006 → 2014                                         | Noter                                                      |
| ---------------------------------------------------------- | ---------------------------------------------------------- | ---------------------------------------------------------- | ---------------------------------------------------------- |
| Mexiko                                                     | → 24,7                                                     | 7,0 → 16,5                                                 |                                                            |
| Spanien                                                    | → 20,1                                                     | 39,2 → 26,6                                                |                                                            |
| Colombia                                                   | → 12,5                                                     | 2,7 → 11,4                                                 |                                                            |
| Argentina                                                  | → 9,5                                                      | 10,7 → 12,8                                                |                                                            |
| Venezuela                                                  | → 6,6                                                      | 5,1 → 4,6                                                  |                                                            |
| Chile                                                      | → 4,4                                                      | 8,8 → 7,8                                                  |                                                            |
| Peru                                                       | → 4,4                                                      | 3,5 → 4,7                                                  |                                                            |
| Ecuador                                                    | → 2,9                                                      | → 2,0                                                      |                                                            |
| Guatemala                                                  | → 1,9                                                      | → 0,9                                                      |                                                            |
| USA                                                        | → 1,8                                                      | 3,1 → 1,6                                                  |                                                            |
| Dom. rep.                                                  | → 1,7                                                      | → 1,1                                                      |                                                            |
| El Salvador                                                | → 1,1                                                      | → 0,7                                                      |                                                            |
| Uruguay                                                    | → 1,0                                                      | 1,3 → 1,5                                                  |                                                            |
| Bolivia                                                    | → 0,9                                                      | → 0,7                                                      |                                                            |
| Costa Rica                                                 | → 0,7                                                      | → 1,0                                                      |                                                            |
| Panama                                                     | → 0,7                                                      | → 0,5                                                      |                                                            |
| Honduras                                                   | → 0,6                                                      | → 0,6                                                      |                                                            |
| Puerto Rico                                                | → 0,5                                                      |                                                            |                                                            |
| Nederländerna                                              |                                                            | 8,4 →                                                      |                                                            |
| Tyskland                                                   |                                                            | 1,1 →                                                      |                                                            |

Bland de länder där spanska är officiellt språk, var Argentina (1 september 2007) den enda som har etablerat en lokal stödorganisation (chapter) inom Wikimedia Foundation (den 1 september 2007).

## Skillnader mot andra Wikipedior
- Den spanska Wikipedia accepterar endast gratis bilder och har sedan 2004 underkänt fair use, efter en offentlig omröstning. År 2006 beslutades att avveckla användningen av lokal uppladdning och att framöver endast tillåta användning av bilder och andra visade media från Wikimedia Commons.
- Till skillnad från de franska och engelska wikipediorna hade den spanska Wikipediaversionen länge ingen skiljedomskommitté, ända tills det första valet för skiljedomskommittén i januari 2007. Den består av sju ledamöter, som väljs av allmänheten.
- Vissa mallar, som navigationsmallar och presentation av geografiska koordinater bredvid artikelns rubrik, har utfasats.
- Terminologi på spanska: Den som motsvarar svenskspråkiga Wikipedias utmärkta artiklar och bra artiklar är artículos destacados respektive artículos Buenos. Efter en omröstning i augusti 2004 tog administratörer i den spanska Wikipedia namnet bibliotecarios (bibliotekarier). Andra kasserade alternativ var usuarios especiales (särskilad användare) eller basureros (fastighetsskötarna).

## Kritik
En av de frågor som orsakat mest kritik bland redaktörerna, var en strikt politik för strykning av artiklar taggade som antingen egenreklam eller  artiklar som har brist på relevans. Främjande av mindre kända personer (okända sångare, en mindre känd författare, bloggare och så vidare) är mer tolererat i andra Wikipedior[källa behövs]. 
I en jämförande studie av Fundación Colegio Libre de Eméritos Universitarios jämfördes några artiklar med de engelska och tyska Wikipediaversionerna, och slutsatsen drogs att den spanska versionen av Wikipedia var de minst pålitliga av de tre. Den var mer omständlig och oprecis än de tyska och engelska Wikipediorna, och oftast saknas tillförlitliga källor.
Under Wikimania 2009, kritiserade friprogramvaruaktivisten Richard Stallman den spanska Wikipedia för att begränsa länkar till Rebelion.org.